# Born Naked
Born Naked è il sesto album di inediti del cantante, attore e drag queen statunitense RuPaul. L'album è un mix di toni bounce, elettronica e rock.
L'album è stato pubblicato il 24 febbraio 2014, coincidendo con la première della sesta stagione di RuPaul's Drag Race.

## Tracce
1. Freaky Money (feat. Big Freedia)
2. Sissy That Walk
3. Geronimo (feat. Lucian Piane)
4. Dance With U
5. Adrenaline (feat. Myah Marie)
6. Can I Get An Amen (feat. Martha Wash)
7. Fly Tonight (feat. Frankmusik)
8. Modern Love
9. Let The Music Play (feat. Michelle Visage)
10. Born Naked (feat. Clairy Browne)

### Tracce bonus dell'edizione deluxe
1. Feel Like Dancin' (feat. La Toya Jackson)
2. Dance with U (René Dif Remix)
3. Feel Like Dancin' (feat. La Toya Jackson) (Matt Pop Remix)
4. Can I Get an Amen (feat. Martha Wash) (Revolucian Remix)
5. Feel Like Dancin' (feat. La Toya Jackson) (Doot Doot Redo)
6. Feel Like Dancin' (feat. La Toya Jackson) (Jared Jones Remix)

## Classifiche
| Classifica (2014)                    | Posizione raggiunta |
| ------------------------------------ | ------------------- |
| Canada Albums Chart                  | 176                 |
| US Billboard Dance/Electronic Albums | 4                   |
| US Billboard Independent Albums      | 18                  |
| US Billboard Billboard 200           | 85                  |